# Eupithecia likiangi
Eupithecia likiangi es una especie de polilla de la familia Geometridae. La especie fue descrita por primera vez por András Mátyás Vojnits habiendo sido descrita en 1976, con distribución en China. El holotipo de la especie fue descrita en los alrededores de Lijiang, en la provincia de Yunnan. Tiene gran parecido con otra especie de Yunnan, Eupithecia ustata.
Es una polilla pequeña con una envergadura de unos 14 a 16 milímetros (0,6 a 0,6 plg). El cuerpo y el abdomen es de color marrón amarillento.